# فرامش (حديبو)

تعديل مصدري - تعديل

فرامش هي إحدى قرى مديرية حديبو التابعة لمحافظة سقطرى، بلغ تعداد سكانها 28 نسمة حسب تعداد اليمن لعام 2004.